# Schickelsheim
Schickelsheim ist ein Ortsteil der Stadt Königslutter am Elm, im Landkreis Helmstedt in Niedersachsen.

## Geographie und Verkehrsanbindung
Schickelsheim liegt im Osten von Niedersachsen, im Naturpark Elm-Lappwald zwischen den Höhenzügen Dorm und Elm, rund drei Kilometer östlich der Innenstadt von Königslutter. Durch Schickelsheim führt die Landesstraße 644, die in westlicher Richtung nach Königslutter und in östlicher Richtung nach Süpplingenburg führt. Im Norden führt die Kreisstraße 11 nach Groß Steinum. Buslinien führen von Schickelsheim bis nach Helmstedt und Königslutter.

## Geschichte
Schickelsheim wurde an Stelle eines wüst gefallenen Ortes erbaut. Schickelsheim gehört zu den Ortschaften, die nach einem Personennamen benannt wurden.
1668 verpachtete die Herzogliche Kammer Schickelsheim als eigenständiges Gut. 1740 übernahm Georg Wilhelm Wahnschaffe die Domäne Schickelsheim. Im 18. Jahrhundert kam es zu einem Niedergang der Domäne. Von 1807 bis 1813, in der Franzosenzeit, gehörte Schickelsheim zum Kanton Königslutter im Distrikt Helmstedt, im Departement der Oker des Königreiches Westphalen. Mit der Auflösung des Königreichs Westphalen ab 1813 und der Begründung des Herzogtums Braunschweig 1814 wurde das Amtsvorwerk Schickelsheim an die Kommende Süpplingenburg angegliedert. Seit der Gründung des Landkreises Helmstedt am 1. Januar 1833 gehört Schickelsheim dazu. Zwischen 1860 und 1870 erfolgte unter dem Pächter Amtmann August-Urban Cleve (1820–1887) der Bau neuer Gebäude und die Anlage eines Landschaftsparkes. 1882 heiratete Hermann von Stutterheim in Schickelsheim Anna Cleve. 1887 folgte die Errichtung der Gemeinde Schickelsheim.
Infolge der Flucht und Vertreibung Deutscher aus Mittel- und Osteuropa von 1945–1950 hatte sich die Einwohnerzahl von Schickelsheim von 103 (1939) auf 212 (1950) vergrößert, davon waren 1950 99 Heimatvertriebene. Sowohl 1939 als auch 1950 war Schickelsheim nach dem inzwischen zum Landkreis Gifhorn gehörenden Ahnebeck die nach der Einwohnerzahl zweitkleinste Gemeinde im Landkreis Helmstedt.
Nach 1945 entstanden in Schickelsheim nur wenige Neubauten, so dass der Ort bis heute den Charakter eines Dorfes bewahrt hat. Die meisten Gebäude in Schickelsheim stehen heute unter Denkmalschutz.
Seit dem 1. März 1974 gehört Schickelsheim zur Stadt Königslutter am Elm. Erst 1989 bekam Schickelsheim ein Ortswappen.

### Einwohner
| Jahr      | 1821 | 1849 | 1871 | 1905 | 1925 | 1939 | 1950 | 1956 | 2011 | 2021 |
| --------- | ---- | ---- | ---- | ---- | ---- | ---- | ---- | ---- | ---- | ---- |
| Einwohner | 101  | 125  | 144  | 171  | 155  | 103  | 212  | 152  | 74   | 51   |

## Infrastruktur

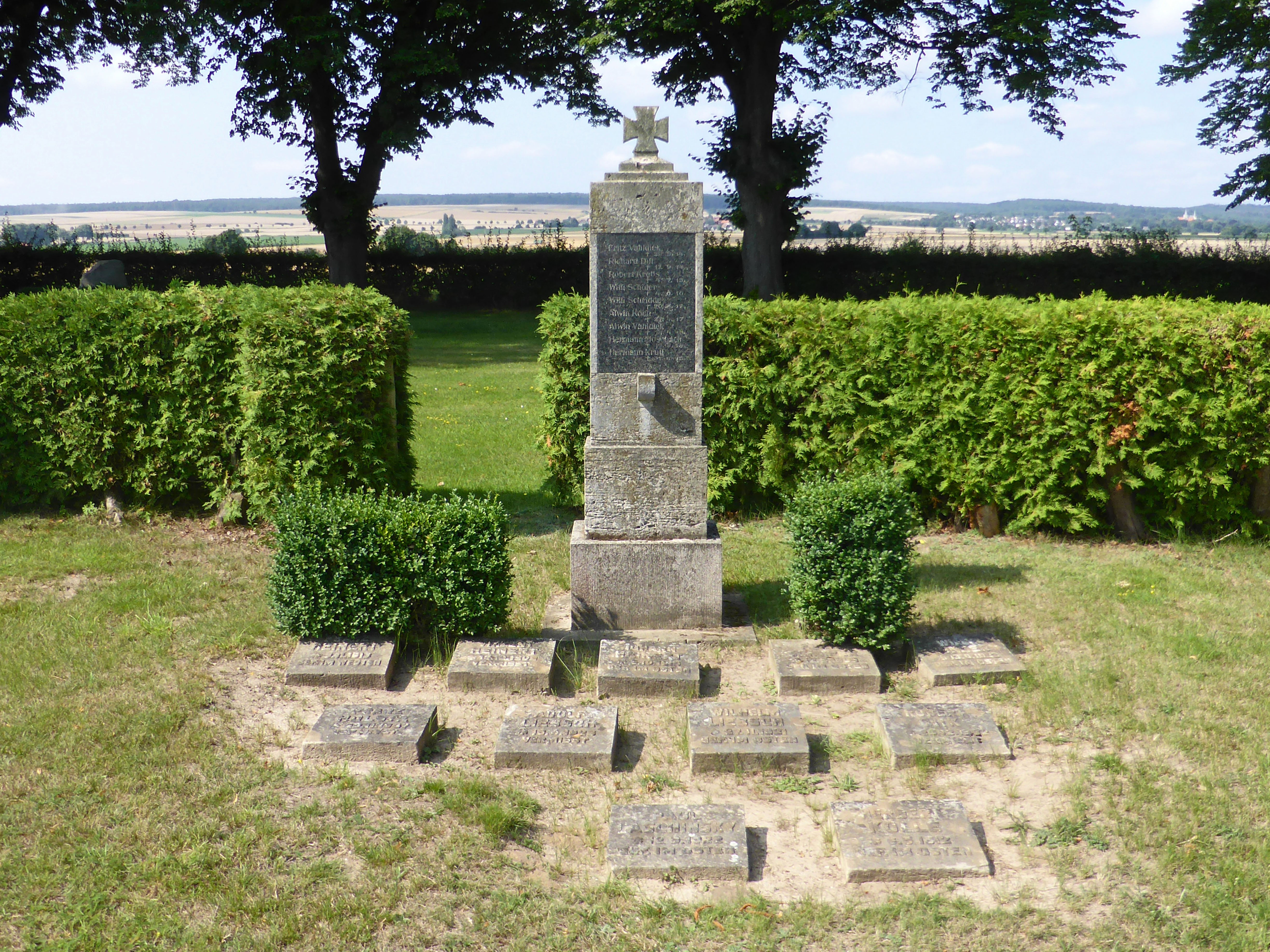
Kriegerdenkmal

Gemeinsam mit Groß Steinum sind die Bürger von Schickelsheim mit einem Ortsrat in der Stadt Königslutter vertreten.
Schickelsheim verfügt über einen rund dreihundert Meter südlich der Ortschaft gelegenen Friedhof mit einer Kapelle, auf dem sich auch das Kriegerdenkmal zur Erinnerung an die Schickelsheimer Opfer der beiden Weltkriege befindet. Im Ort stehen den Einwohnern ein Postbriefkasten.
Die Freiwillige Feuerwehr wurde Ende 2010 aufgelöst. Das Dorfgemeinschaftshaus, der Gemischtwarenladen und die Poststelle wurden geschlossen. Einkaufsmöglichkeiten des täglichen Bedarfs sowie Gastronomie sind in Schickelsheim nicht vorhanden.
Evangelisch-lutherische Einwohner gehören zur Kirchengemeinde Groß Steinum, Katholiken zur Pfarrei St. Ludgeri in Helmstedt mit der nähergelegenen Filialkirche St. Mariä Himmelfahrt in Königslutter.